# TJ Hvězda Kladno
TJ Hvězda Kladno (celým názvem: Tělovýchovná jednota Hvězda Kladno) je český klub ledního hokeje, který sídlí v Kladně ve Středočeském kraji. Od sezóny 2003/04 působí ve Středočeské krajské soutěži, páté české nejvyšší soutěži ledního hokeje.
Své domácí zápasy odehrává na ČEZ stadionu s kapacitou 8 600 diváků.

## Přehled ligové účasti
Stručný přehled
Zdroj: 
- 2003–2004: Středočeská krajská soutěž (5. ligová úroveň v České republice)
- 2004–2005: Středočeská krajská soutěž – sk. A (5. ligová úroveň v České republice)
- 2005–2017: Středočeská krajská soutěž (5. ligová úroveň v České republice)
- 2017– : Středočeská krajská soutěž – sk. Sever (5. ligová úroveň v České republice)

Jednotlivé ročníky
Zdroj: 
Legenda: ZČ - základní část, červené podbarvení - sestup, zelené podbarvení - postup, fialové podbarvení - reorganizace, změna skupiny či soutěže
| Česko (2003 – ) |                                        |           |           |                                       |              |
| Sezóny          | Soutěž                                 | Úroveň    | ZČ        | Play-off, nadstavba, sk. o udržení... | Poznámky     |
| 2003/04         | Středočeská krajská soutěž             | 5. úroveň | 4. místo  |                                       | Reorganizace |
| 2004/05         | Středočeská krajská soutěž – sk. A     | 5. úroveň | 4. místo  | Finálová skupina (6. místo)           | Reorganizace |
| 2005/06         | Středočeská krajská soutěž             | 5. úroveň | 6. místo  |                                       |              |
| 2006/07         | Středočeská krajská soutěž             | 5. úroveň | 4. místo  |                                       |              |
| 2007/08         | Středočeská krajská soutěž             | 5. úroveň | 7. místo  |                                       |              |
| 2008/09         | Středočeská krajská soutěž             | 5. úroveň | 9. místo  |                                       |              |
| 2009/10         | Středočeská krajská soutěž             | 5. úroveň | 10. místo |                                       |              |
| 2010/11         | Středočeská krajská soutěž             | 5. úroveň | 3. místo  |                                       |              |
| 2011/12         | Středočeská krajská soutěž             | 5. úroveň | 7. místo  |                                       |              |
| 2012/13         | Středočeská krajská soutěž             | 5. úroveň | 5. místo  |                                       |              |
| 2013/14         | Středočeská krajská soutěž             | 5. úroveň | 7. místo  |                                       |              |
| 2014/15         | Středočeská krajská soutěž             | 5. úroveň | 9. místo  |                                       |              |
| 2015/16         | Středočeská krajská soutěž             | 5. úroveň | 10. místo |                                       |              |
| 2016/17         | Středočeská krajská soutěž             | 5. úroveň | 12. místo |                                       | Reorganizace |
| 2017/18         | Středočeská krajská soutěž – sk. Sever | 5. úroveň | 6. místo  |                                       |              |
| 2018/19         | Středočeská krajská soutěž – sk. Sever | 5. úroveň | 4. místo  | Čtvrtfinále                           |              |
| 2019/20         | Středočeská krajská soutěž – sk. Sever | 5. úroveň |           |                                       |              |